# Isole Vergini Britanniche ai Giochi della XXIII Olimpiade
Le Isole Vergini Britanniche parteciparono ai Giochi della XXIII Olimpiade, svoltisi a Los Angeles, Stati Uniti, dal 28 luglio al 12 agosto 1984, con una delegazione di 9 atleti impegnati in due discipline.